# Jocelyn Oxlade
Jocelyn Rose Oxlade (2 de enero de 1984 en Brighton, East Sussex, Inglaterra, Reino Unido), es una cantante pop y modelo británica- filipina. Formó parte de la agrupación Kitty Girls hasta 2013. 

## Biografía
Jocelyn Rose Oxlade es hija de madre filipina y padre británico. Perdió a su padre Nigel Oxlade, a una edad temprana, víctima de la enfermedad de cáncer. Fue educada por su madre, Zenaida Matías, quien es originaria de Nueva Écija, Filipinas. En 2002 terminó sus estudios secundarios en la Escuela Católica Cardenal Newman (Hove), a partir de entonces ingresó a la universidad para estudiar Psicología. Después se trasladó al país de origen de su mamá y se instaló en Manila, donde actualmente reside, allí empezó a desempeñar su talento para comenzar su carrera de modelo y cantante. Antes de inmigrar a las Filipinas, ha competido en el concurso de belleza conocido como Body Shots en el Reino Unido como Miss Filipinas del Reino Unido. También ha realizado cuatro grabaciones en el Reino Unido. El 10 de marzo de 2005 ganó más de 25 impresionantes premios para representar a Filipinas en el concurso de Miss Hawaiian Tropic Internacional Pageant. Ganó el concurso de Miss Photogenic y Miss EarthCam Face en el marco del Miss Hawaiian Tropic Internacional Pageant celebrada en Las Vegas, Nevada, el mes de mayo de 2005. Se le ha ofrecido un diferencial para posar en la revista Playboy con una cuota de $ 25.000 que respetuosamente ella rechazó debido a las convicciones personales y principios en los que le sorprendió a los demás concursantes, e incluso para la prensa.